# Blackbolbus augustus
Blackbolbus augustus är en skalbaggsart som beskrevs av Henry Fuller Howden 1985. Blackbolbus augustus ingår i släktet Blackbolbus och familjen Bolboceratidae. Inga underarter finns listade.